# 萧祯 (明朝)
蕭禎（1432年—？），字彥祥，江西吉安府泰和縣人，明朝政治人物。進士出身。

## 生平
江西鄉試第六十二名。天順八年（1464年）甲申科會試第八十六名，殿試登進士第二甲第三十二名。

## 家族
曾祖父蕭廷翁。祖父蕭維翰。父亲蕭楚紳。